# Llista de victòries del Team High Road
Aquesta és una llista de victòries aconseguides per l'equip Team High Road. S'hi inclouen les victòries aconseguides sota els antics noms de Team Telekom (1991-2003) i T-Mobile Team (2004-2007). Només es comptabilitzen les curses amb qualificació UCI.

## Team Telekom

### 1992
1. General de la Volta a la Baixa Saxònia – Steffen Wesemann
2. General de la Cursa de la Pau – Steffen Wesemann

### 1993
1. Etapa 4a del Tour de Romandia – Rolf Aldag
2. Etapa 1 de la Setmana Catalana de Ciclisme – Steffen Weseman
3. Etapa 1 del Tour de l'Avenir – Steffen Wesemann

### 1994
1. Etapa 1 de la Volta a la Comunitat Valenciana – Rolf Aldag
2. Etapa 2 de la Hofbrau Cup – Rolf Aldag
3. General de la Hofbrau Cup – Rolf Aldag

### 1995
1. Etapa 3 de la Volta al Llemosí – Rolf Aldag
2. Campionat d'Alemanya en contrarellotge individual – Jan Ullrich

### 1996
1. Etapa 3 de la Volta al Llemosí – Rolf Aldag
2. Campionat de Suècia en contrarellotge individual – Michael Andersson
3. Etapa 3a del Postgirot Open – Michael Andersson
4. Etapa 3 de la Volta a la Xina – Michael Andersson
5. General de la Volta a la Xina – Michael Andersson
6. Etapa 3 de la Cursa de la Pau – Michael Andersson
7. Etapa 5 de la Volta a Castella i Lleó – Udo Bölts
8. Etapa 7 de la Volta a Suïssa – Udo Bölts
9. Clàssica de Sant Sebastià – Udo Bölts
10. Etapa 3b del Postgirot Open – Bert Dietz
11. Campionat d'Alemanya en ruta – Christian Henn
12. Etapa 2 del Postgirot Open – Christian Henn
13. Etapa 1 del Regio-Tour – Jens Heppner
14. Rund um die Hainleite – Mario Kummer
15. Etapa 6 del Postgirot Open – Mikael Holst Kyneb
16. Etapa 1 dels Tres Dies de La Panne – Olaf Ludwig
17. Etapa 2 de la Volta a Andalusia – Olaf Ludwig
18. Etapa 1 dels Quatre Dies de Dunkerque – Olaf Ludwig
19. General de la Volta a Renània-Palatinat – Olaf Ludwig
20. Etapa 6 de la Volta als Països Baixos – Olaf Ludwig
21. Rund um die Nürnberger Altstadt – Jan Schaffrath
22. Etapa 20 del Tour de França – Jan Ullrich
23. Etapa 3a del Regio-Tour – Jan Ullrich
24. General del Regio-Tour – Jan Ullrich
25. Etapa 1 de la Cursa de la Pau – Steffen Wesemann
26. Etapa 2 de la Cursa de la Pau – Steffen Wesemann
27. Etapa 4 de la Cursa de la Pau – Steffen Wesemann
28. Etapa 6 de la Cursa de la Pau – Steffen Wesemann
29. Etapa 9 de la Cursa de la Pau – Steffen Wesemann
30. Etapa 10 de la Cursa de la Pau – Steffen Wesemann
31. Etapa 11 de la Cursa de la Pau – Steffen Wesemann
32. General de la Cursa de la Pau – Steffen Wesemann
33. Etapa 4 de la Volta a Renània-Palatinat – Steffen Wesemann

### 1997 (52)
1. Etapa 8 de la Volta a Suïssa – Rolf Aldag
2. Etapa 3 del GP Tell – Rolf Aldag
3. General del Critèrium del Dauphiné Libéré – Udo Bölts
4. Etapa 5 de l'Euskal Bizikleta – Udo Bölts
5. GP Kanton Aargau – Udo Bölts
6. Etapa 1 de la Volta a Aragó – Bert Dietz
7. Etapa 3a de la Volta a Baviera – Christian Henn
8. General de la Volta a Baviera – Christian Henn
9. Fletxa Ardenesa – Christian Henn
10. General de la Volta a Hessen – Christian Henn
11. Etapa 3a de la Volta a Dinamarca – Christian Henn
12. Etapa 6 de la Cursa de la Pau – Christian Henn
13. Etapa 5 del Critèrium del Dauphiné Libéré – Jens Heppner
14. Etapa 2 de la Volta a Hessen – Kai Hundertmarck
15. Etapa 5a de la Volta a Hessen – Kai Hundertmarck
16. Etapa 4 de la Tirrena-Adriàtica – Giovanni Lombardi
17. Etapa 1 de l'Euskal Bizikleta – Giovanni Lombardi
18. Etapa 2 de la Volta a Dinamarca – Giovanni Lombardi
19. Etapa 5 de la Volta a Dinamarca – Giovanni Lombardi
20. Etapa 5 de la Volta als Països Baixos – Giovanni Lombardi
21. GP Aarhus – Bjarne Riis
22. Amstel Gold Race – Bjarne Riis
23. GP Herning – Bjarne Riis
24. Etapa 4 de la Volta a Castella i Lleó – Georg Totschnig
25. Campionat d'Àustria en contrarellotge individual – Georg Totschnig
26. Campionat d'Àustria en ruta – Georg Totschnig
27. Etapa 4 de la Volta a Suïssa – Jan Ullrich
28. Campionat d'Alemanya en ruta – Jan Ullrich
29. Etapa 10 del Tour de França – Jan Ullrich
30. Etapa 12 del Tour de França – Jan Ullrich
31. General del Tour de França – Jan Ullrich
32. HEW Cyclassics – Jan Ullrich
33. Pròleg de la Cursa de la Pau – Steffen Wesemann
34. Etapa 2 de la Cursa de la Pau – Steffen Wesemann
35. Etapa 3 de la Cursa de la Pau – Steffen Wesemann
36. Etapa 7 de la Cursa de la Pau – Steffen Wesemann
37. General de la Cursa de la Pau – Steffen Wesemann
38. Etapa 2 de la Volta a Baviera – Erik Zabel
39. Etapa 4 de la Volta a Baviera – Erik Zabel
40. Trofeu Lluís Puig – Erik Zabel
41. Trofeu Mallorca – Erik Zabel
42. Etapa 1 de la Volta a Andalusia – Erik Zabel
43. General de la Volta a Andalusia – Erik Zabel
44. Etapa 3 de la Volta a la Comunitat Valenciana – Erik Zabel
45. Milà-Sanremo – Erik Zabel
46. Continentale Classic – Erik Zabel
47. Etapa 4 de la Volta als Països Baixos – Erik Zabel
48. Gran Premi de l'Escalda – Erik Zabel
49. Etapa 1 de la Volta a Luxemburg – Erik Zabel
50. Etapa 2 de la Volta a Suïssa – Erik Zabel
51. Etapa 3 del Tour de França – Erik Zabel
52. Etapa 7 del Tour de França – Erik Zabel

### 1998 (34)
1. Continentale Classic – Rolf Aldag
2. GP de Valònia – Udo Bölts
3. Etapa 7 de la Cursa de la Pau – Bert Dietz
4. Etapa 3 del Tour de França – Jens Heppner
5. Etapa 3a de la Volta a la Baixa Saxònia – Andreas Klöden
6. General de la Volta a la Baixa Saxònia – Andreas Klöden
7. Pròleg de la Volta a Normandia – Andreas Klöden
8. Etapa 6 de la Tirrena-Adriàtica – Giovanni Lombardi
9. Pròleg de la Volta a Baviera – Dirk Müller
10. Etapa 2 de la Volta a Baviera – Dirk Müller
11. Etapa 6 de la Volta a Saxònia – Dirk Müller
12. Etapa 5 de l'Euskal Bizikleta – Bjarne Riis
13. GP Herning – Bjarne Riis
14. Etapa 7 del Tour de França – Jan Ullrich
15. Etapa 16 del Tour de França – Jan Ullrich
16. Etapa 20 del Tour de França – Jan Ullrich
17. Pròleg de la Volta a Saxònia – Steffen Wesemann
18. Etapa 4a de la Volta a Castella i Lleó – Steffen Wesemann
19. Trofeu Mallorca – Erik Zabel
20. Milà-Sanremo – Erik Zabel
21. Etapa 4 de la Volta a Aragó – Erik Zabel
22. Etapa 5 de la Volta a Aragó – Erik Zabel
23. Etapa1 de la Volta a la Comunitat Valenciana – Erik Zabel
24. Etapa 1 de la Volta a Baviera – Erik Zabel
25. Etapa 4 de la Volta a Baviera – Erik Zabel
26. GP Buchholz – Erik Zabel
27. Campionat d'Alemanya en ruta – Erik Zabel
28. Ronde van Midden-Zeeland – Erik Zabel
29. Etapa 4 de la Ruta del Sud – Erik Zabel
30. Etapa 2 de la Tirrena-Adriàtica – Erik Zabel
31. Etapa 7 de la Tirrena-Adriàtica – Erik Zabel
32. Etapa 8 de la Tirrena-Adriàtica – Erik Zabel
33. Etapa 4 de la Volta a Luxemburg – Erik Zabel
34. GP Breitling – Udo Bölts i Christian Henn

### 1999 (36)
1. GP Buchholz – Rolf Aldag
2. General de la Volta a Baviera – Rolf Aldag
3. Etapa 2 de la Volta a Alemanya – Rolf Aldag
4. Campionat d'Alemanya en ruta – Udo Bölts
5. Etapa 10 del Tour de França – Giuseppe Guerini
6. Volta a Colònia – Jens Heppner
7. General de la Volta a Alemanya – Jens Heppner
8. Etapa 1 del Regio-Tour – Danilo Hondo
9. Etapa 1 de la Cursa de la Pau – Danilo Hondo
10. Etapa 4 de la Cursa de la Pau – Danilo Hondo
11. Etapa 5 de la Cursa de la Pau – Danilo Hondo
12. Etapa 3 de la Volta a l'Algarve – Andreas Klöden
13. Etapa 4a de l'Euskal Bizikleta – Giovanni Lombardi
14. GP Città di Rio Saliceto e Correggio – Giovanni Lombardi
15. Etapa 4 del Regio-Tour – Giovanni Lombardi
16. Etapa 3 de la Volta a Àustria – Giovanni Lombardi
17. Etapa 5 de la Volta a Espanya – Jan Ullrich
18. Etapa 20 de la Volta a Espanya – Jan Ullrich
19. General de la Volta a Espanya – Jan Ullrich
20. Campionat del món en contrarellotge individual – Jan Ullrich
21. Etapa 2 de la Cursa de la Pau – Steffen Wesemann
22. Etapa 7 de la Cursa de la Pau – Steffen Wesemann
23. Etapa 10 de la Cursa de la Pau – Steffen Wesemann
24. General de la Cursa de la Pau – Steffen Wesemann
25. Etapa 2 del Tour Down Under – Erik Zabel
26. Etapa 4 del Tour Down Under – Erik Zabel
27. Etapa 1 de la Volta a Aragó – Erik Zabel
28. Etapa 2 de la Volta a la Comunitat Valenciana – Erik Zabel
29. Etapa 2 de la Volta a Baviera – Erik Zabel
30. Etapa 4 de la Volta a Baviera – Erik Zabel
31. Etapa 6 de la Volta a Alemanya – Erik Zabel
32. Continentale Classic – Erik Zabel
33. Gran Premi de Frankfurt – Erik Zabel
34. Sparkassen Giro Bochum – Erik Zabel
35. Etapa 4 de la Volta a Catalunya – Erik Zabel
36. Etapa 5 de la Volta a Catalunya – Erik Zabel

### 2000 (49)
1. Campionat d'Alemanya en ruta – Rolf Aldag
2. Etapa 3 de la Volta a Alemanya – Udo Bölts
3. GP de Valònia – Alberto Elli
4. Etapa 1 del Rapport Toer – Alberto Elli
5. General de la Volta a Luxemburg – Alberto Elli
6. Etapa 1 de la Volta a Alemanya – Jens Heppner
7. GP Buchholz – Danilo Hondo
8. Etapa 1b de la Volta a Suècia – Danilo Hondo
9. Etapa 3 de la Cursa de la Pau – Danilo Hondo
10. Etapa 5 de la Cursa de la Pau – Danilo Hondo
11. Gran Premi de Frankfurt – Kai Hundertmarck
12. Etapa 5b de la Volta al País Basc – Andreas Klöden
13. General de la Volta al País Basc – Andreas Klöden
14. Etapa 7 de la París-Niça – Andreas Klöden
15. General de la París-Niça – Andreas Klöden
16. Etapa 7 de la Cursa de la Pau – Andreas Klöden
17. Etapa 5 de la Volta a Catalunya – Giovanni Lombardi
18. Etapa 6 de la Volta a Catalunya – Giovanni Lombardi
19. Etapa 5 de la Volta a Aragó – Giovanni Lombardi
20. Etapa 1 de la Volta a Àustria – Giovanni Lombardi
21. Etapa 7 de la Volta a Àustria – Giovanni Lombardi
22. Etapa 4 de la Volta a Àustria – Georg Totschnig
23. General de la Volta a Àustria – Georg Totschnig
24. Coppa Agostoni – Jan Ullrich
25. Or olímpic en ruta – Jan Ullrich
26. Etapa 18 de la Volta a Espanya – Aleksandr Vinokúrov
27. Etapa 4 del Tour Down Under – Steffen Wesemann
28. Etapa 1 de la Cursa de la Pau – Steffen Wesemann
29. Etapa 4 de la Cursa de la Pau – Steffen Wesemann
30. GP de Gippingen – Steffen Wesemann
31. Volta a Colònia – Steffen Wesemann
32. Etapa 5 del Tour Down Under – Erik Zabel
33. Trofeu Lluís Puig – Erik Zabel
34. Etapa 1 de la Volta a Andalusia – Erik Zabel
35. Etapa 4 de la Volta a la Comunitat Valenciana – Erik Zabel
36. Etapa 4 de la Tirrena-Adriàtica – Erik Zabel
37. Milà-Sanremo – Erik Zabel
38. Etapa 3 de la Setmana Catalana de Ciclisme – Erik Zabel
39. Etapa 4 de la Setmana Catalana de Ciclisme – Erik Zabel
40. Amstel Gold Race – Erik Zabel
41. Etapa 2 de la Volta a Baviera – Erik Zabel
42. Etapa 2 de la Volta a Alemanya – Erik Zabel
43. Etapa 5 de la Volta a Alemanya – Erik Zabel
44. Etapa 8 de la Volta a Alemanya – Erik Zabel
45. Etapa 3 de la Volta a Renània-Palatinat – Erik Zabel
46. Etapa 20 del Tour de França – Erik Zabel
47. Etapa 2 de la Volta a Catalunya – Erik Zabel
48. Etapa 3 de la Volta a Catalunya – Erik Zabel
49. Etapa 1 de la Volta a Suïssa – contrarellotge per equips

### 2001 (40)
1. Etapa 7 de la Volta a Alemanya – Rolf Aldag
2. Volta a Colònia – Gian Matteo Fagnini
3. Etapa 1 dels Tres Dies de La Panne – Danilo Hondo
4. Etapa 2 del Giro d'Itàlia – Danilo Hondo
5. Etapa 3 del Giro d'Itàlia – Danilo Hondo
6. Etapa 1 de la Volta a Dinamarca – Danilo Hondo
7. Etapa 5 de la Volta als Països Baixos – Danilo Hondo
8. Etapa 5 del Tour Down Under – Kai Hundertmarck
9. Etapa 3 del Circuito Montañés – David Kopp
10. Campionat del Kazakhstan en ruta – Andrei Mizúrov
11. Etapa 3 de la Volta a la Província de Lucca – Jan Ullrich
12. Campionat d'Alemanya en ruta – Jan Ullrich
13. Etapa 1 de la Volta a Hessen – Jan Ullrich
14. Volta a l'Emília – Jan Ullrich
15. Campionat del món en contrarellotge individual – Jan Ullrich
16. Etapa 6 de la Volta a Alemanya – Aleksandr Vinokúrov
17. General de la Volta a Alemanya – Aleksandr Vinokúrov
18. Etapa 4 de la Volta a Suïssa – Aleksandr Vinokúrov
19. Milà-Sanremo – Erik Zabel
20. Trofeu Lluís Puig – Erik Zabel
21. Trofeu Mallorca – Erik Zabel
22. Trofeu Cala Bona-Cala Rajada – Erik Zabel
23. Etapa 3 de la Volta a Andalusia – Erik Zabel
24. Etapa 2 de la Volta a la Comunitat Valenciana – Erik Zabel
25. Etapa 3 de la Volta a Baviera – Erik Zabel
26. Etapa 4 de la Volta a Baviera – Erik Zabel
27. Etapa 5 de la Volta a Baviera – Erik Zabel
28. Etapa 6 de la Volta a Baviera – Erik Zabel
29. Etapa 2 de la Volta a Alemanya – Erik Zabel
30. Etapa 3 de la Volta a Alemanya – Erik Zabel
31. Etapa 8 de la Volta a Alemanya – Erik Zabel
32. Etapa 2 de la Volta a Suïssa – Erik Zabel
33. Etapa 9 de la Volta a Suïssa – Erik Zabel
34. Etapa 1 del Tour de França – Erik Zabel
35. Etapa 3 del Tour de França – Erik Zabel
36. Etapa 19 del Tour de França – Erik Zabel
37. HEW Cyclassics – Erik Zabel
38. Etapa 2 de la Volta a Espanya – Erik Zabel
39. Etapa 3 de la Volta a Espanya – Erik Zabel
40. Etapa 4 de la Volta a Espanya – Erik Zabel

### 2002 (28)
1. Etapa 1 de la Volta a Baviera – Rolf Aldag
2. Etapa 5 de la Volta a la Baixa Saxònia – Robert Bartko
3. Etapa 3 de la Setmana Catalana de Ciclisme – Giuseppe Guerini
4. Etapa 3 de la Volta a Hessen – Danilo Hondo
5. Campionat d'Alemanya en ruta – Danilo Hondo
6. Etapa 2 de la Volta a Renània-Palatinat – Danilo Hondo
7. Etapa 2 de la Volta a Catalunya – Danilo Hondo
8. GP Jef Scherens – Andreas Klier
9. Etapa 5 de la Volta a Hessen – Stephan Schreck
10. Etapa 4 de la París-Niça – Aleksandr Vinokúrov
11. General de la París-Niça – Aleksandr Vinokúrov
12. Etapa 3 de la Volta a Suïssa – Aleksandr Vinokúrov
13. Etapa 1 de la Tirrena-Adriàtica – Erik Zabel
14. Etapa 1 de la Setmana Catalana de Ciclisme – Erik Zabel
15. Etapa 2 de la Setmana Catalana de Ciclisme – Erik Zabel
16. Etapa 2 de la Volta a Aragó – Erik Zabel
17. Gran Premi de Frankfurt – Erik Zabel
18. Etapa 6 de la Volta a Baviera – Erik Zabel
19. Etapa 1 de la Volta a Luxemburg – Erik Zabel
20. Etapa 1 de la Volta a Alemanya – Erik Zabel
21. Etapa 2 de la Volta a Alemanya – Erik Zabel
22. Etapa 5 de la Volta a Alemanya – Erik Zabel
23. Etapa 7 de la Volta a Alemanya – Erik Zabel
24. Etapa 2 de la Volta a Suïssa – Erik Zabel
25. Etapa 8 de la Volta a Suïssa – Erik Zabel
26. Etapa 6 del Tour de França – Erik Zabel
27. Etapa 1 de la Volta als Països Baixos – Erik Zabel
28. Rund um die Nürnberger Altstadt – Erik Zabel

### 2003 (32)
1. Sparkassen Giro Bochum – Rolf Aldag
2. Etapa 2 de la Volta a Astúries – Gian Matteo Fagnini
3. GP Schwarzwald – Torsten Hiekmann
4. Etapa 1 de la Cursa de la Pau – Danilo Hondo
5. Etapa 2 de la Cursa de la Pau – Danilo Hondo
6. Etapa 3 de la Volta a Hessen – Kai Hundertmarck
7. Rund um die Nürnberger Altstadt – Kai Hundertmarck
8. GP Miguel Indurain – Matthias Kessler
9. Luk-Cup Bühl – Matthias Kessler
10. Gant-Wevelgem – Andreas Klier
11. Campionat de Zuric – Daniele Nardello
12. Etapa 2 de la Volta a Renània-Palatinat – Daniele Nardello
13. General de la Volta a Renània-Palatinat – Daniele Nardello
14. Etapa 5 de la Volta a Hessen – Daniele Nardello
15. Etapa 5 de la París-Niça – Aleksandr Vinokúrov
16. General de la París-Niça – Aleksandr Vinokúrov
17. Amstel Gold Race – Aleksandr Vinokúrov
18. Etapa 1 de la Volta a Suïssa – Aleksandr Vinokúrov
19. General de la Volta a Suïssa – Aleksandr Vinokúrov
20. Etapa 9 del Tour de França – Aleksandr Vinokúrov
21. General de la Cursa de la Pau – Steffen Wesemann
22. Etapa 7 de la Volta a Suïssa – Serguei Iàkovlev
23. Etapa 3 de la Volta a Múrcia – Erik Zabel
24. Etapa 1 de la Setmana Catalana de Ciclisme – Erik Zabel
25. Etapa 5 de la Setmana Catalana de Ciclisme – Erik Zabel
26. Etapa 4 de la Volta a Baviera – Erik Zabel
27. Etapa 1 de la Volta a Alemanya – Erik Zabel
28. Campionat d'Alemanya en ruta – Erik Zabel
29. Etapa 3 de la Volta als Països Baixos – Erik Zabel
30. Etapa 10 de la Volta a Espanya – Erik Zabel
31. Etapa 11 de la Volta a Espanya – Erik Zabel
32. París-Tours – Erik Zabel

## T-Mobile Team (91)

### 2004 (24)
1. Etapa 3 de la Volta a Renània-Palatinat – Rolf Aldag
2. Etapa 2 de la Volta a Àustria – Cadel Evans
3. General de la Volta a Àustria – Cadel Evans
4. Etapa 5 de la Volta a Renània-Palatinat – André Korff
5. GP Miguel Indurain – Matthias Kessler
6. Campionat d'Alemanya en ruta – Andreas Klöden
7. Etapa 1 de la Volta a Saxònia – Stephan Schreck
8. Etapa 1 del Regio-Tour – Stephan Schreck
9. Etapa 1 de la Volta a Suïssa – Jan Ullrich
10. Etapa 9 de la Volta a Suïssa – Jan Ullrich
11. General de la Volta a Suïssa – Jan Ullrich
12. Coppa Sabatini – Jan Ullrich
13. Etapa 5 de la París-Niça – Aleksandr Vinokúrov
14. Etapa 7 de la París-Niça – Aleksandr Vinokúrov
15. General de la París-Niça – Aleksandr Vinokúrov
16. Etapa 8 del Regio Tour – Aleksandr Vinokúrov
17. Etapa 2 del Regio Tour – Aleksandr Vinokúrov
18. Etapa 3 del Regio Tour – Aleksandr Vinokúrov
19. Tour de Flandes – Steffen Wesemann
20. Etapa 5 de la Volta a Andalusia – Erik Zabel
21. Volta a Colònia – Erik Zabel
22. Etapa 7 de la Cursa de la Pau – Erik Zabel
23. Etapa 9 de la Cursa de la Pau – Erik Zabel
24. Etapa 5 de la Volta a Baviera – Erik Zabel

### 2005 (15)
1. Etapa 1 de la Volta a Luxemburg – Eric Baumann
2. Etapa 19 del Tour de França – Giuseppe Guerini
3. Campionat de Rússia en ruta – Serguei Ivanov
4. Etapa 4 de la Volta a la Gran Bretanya – Serguei Ivanov
5. Etapa 5 de la Volta a Baviera – Andreas Klöden
6. Etapa 4 de la Volta a Luxemburg – Bram Schmitz
7. Etapa 2 de la Volta a Suïssa – Jan Ullrich
8. Etapa 8 de la Volta a Alemanya – Jan Ullrich
9. Lieja-Bastogne-Lieja – Aleksandr Vinokúrov
10. Etapa 4 del Critèrium del Dauphiné Libéré – Aleksandr Vinokúrov
11. Campionat del Kazakhstan en ruta – Aleksandr Vinokúrov
12. Etapa 11 del Tour de França – Aleksandr Vinokúrov
13. Etapa 21 del Tour de França – Aleksandr Vinokúrov
14. Gran Premi de Frankfurt – Erik Zabel
15. París-Tours – Erik Zabel

### 2006 (19)
1. Etapa 3 del Regio-Tour – Michael Rogers
2. Etapa 1 de la Volta a Renània-Palatinat – André Greipel
3. Etapa 4 de la Volta a Renània-Palatinat – André Greipel
4. Campionat de Luxemburg en ruta – Kim Kirchen
5. Pròleg de la Volta a Luxemburg – Kim Kirchen
6. Etapa 7 del Tour de França – Serhí Hontxar
7. Etapa 9 del Tour de França – Serhí Hontxar
8. Etapa 3 del Tour de França – Matthias Kessler
9. Etapa 6 del Regio-Tour – Andreas Klöden
10. General del Regio-Tour – Andreas Klöden
11. Campionat d'Àustria en ruta – Bernhard Kohl
12. Etapa 6 de la Volta a Califòrnia – Olaf Pollack
13. Etapa 7 de la Volta a Califòrnia – Olaf Pollack
14. Etapa 4 de la Volta a Dinamarca – Olaf Pollack
15. Etapa 2 de la Volta a Astúries – Óscar Sevilla
16. General de la Volta a Astúries – Óscar Sevilla
17. Etapa 11 del Giro d'Itàlia – Jan Ullrich
18. Etapa 9 de la Volta a Suïssa – Jan Ullrich
19. General de la Volta a Suïssa – Jan Ullrich

### 2007 (33)
1. Gant-Wevelgem – Marcus Burghardt
2. Etapa 3 del 3-Länder Tour – Marcus Burghardt
3. Etapa 5 del 3-Länder Tour – Marcus Burghardt
4. Gran Premi de l'Escalda – Mark Cavendish
5. Etapa 3 dels Quatre Dies de Dunkerque – Mark Cavendish
6. Etapa 6 dels Quatre Dies de Dunkerque – Mark Cavendish
7. Etapa 2 de la Volta a Catalunya – Mark Cavendish
8. Etapa 6 de la Volta a Catalunya – Mark Cavendish
9. Etapa 4 del Ster Elektrotoer – Mark Cavendish
10. Etapa 6 de la Volta a Dinamarca – Mark Cavendish
11. Etapa 2 del Tour del Benelux – Mark Cavendish
12. Pròleg de la Volta a Gran Bretanya – Mark Cavendish
13. Etapa 1 de la Volta a Gran Bretanya – Mark Cavendish
14. Etapa 3 del Circuit Francobelga – Mark Cavendish
15. General de la Volta a Renània-Palatinat – Gerald Ciolek
16. Etapa 6 de la Volta a Alemanya – Gerald Ciolek
17. Etapa 7 de la Volta a Alemanya – Gerald Ciolek
18. Etapa 9 de la Volta a Alemanya – Gerald Ciolek
19. Etapa 1 del 3-Länder-Tour – Gerald Ciolek
20. Etapa 2 de la Volta a l'Algarve – Bernhard Eisel
21. Lancaster Classic – Bernhard Eisel
22. Reading Classic – Bernhard Eisel
23. General de la Commerce Bank Triple Crown of Cycling – Bernhard Eisel
24. Etapa 7 del Tour de França – Linus Gerdemann
25. Campionat d'Alemanya en contrarellotge individual – Bert Grabsch
26. Etapa 8 de la Volta a Espanya – Bert Grabsch
27. Etapa 1 de la Volta a Saxònia – André Greipel
28. Etapa 2 de la Volta a Saxònia – André Greipel
29. Etapa 2 de la Volta a Gran Bretanya – Roger Hammond
30. Etapa 15 del Tour de França – Kim Kirchen
31. Etapa 13 de la Volta a Espanya – Andreas Klier
32. Etapa 5 de la Volta a Saxònia – Stephan Schreck
33. Gran Premi de Frankfurt – Patrik Sinkewitz

## Team High Road (30) - 2008 (30)
1. Etapa 5 de la Volta a l'Algarve – Bernhard Eisel
2. Tour Down Under Classic – André Greipel
3. Etapa 2 del Tour Down Under – André Greipel
4. Etapa 4 del Tour Down Under – André Greipel
5. Etapa 5 del Tour Down Under – André Greipel
6. Etapa 6 del Tour Down Under – André Greipel
7. General del Tour Down Under – André Greipel
8. Campionat d'Austràlia en contrarellotge individual – Adam Hansen
9. Etapa 7 de la Volta a Califòrnia – George Hincapie
10. Etapa 3 del Critèrium Internacional – Edvald Boasson Hagen
11. Etapa 2 dels Tres Dies de La Panne – Mark Cavendish
12. Etapa 3 dels Tres Dies de La Panne – Mark Cavendish
13. Hel van het Mergelland – Tony Martin
14. Etapa 2 de la Volta al País Basc – Kim Kirchen
15. Etapa 4 de la Volta al País Basc – Kim Kirchen
16. Gran Premi de l'Escalda – Mark Cavendish
17. Gran Premi de Denain – Edvald Boasson Hagen
18. Fletxa Valona – Kim Kirchen
19. Etapa 3 de la Volta a Geòrgia – Gregory Henderson
20. Etapa 6 de la Volta a Geòrgia – Kanstantsín Siutsou
21. Etapa 7 de la Volta a Geòrgia – Gregory Henderson
22. General de la Volta a Geòrgia – Kanstantsín Siutsou
23. Pròleg del Tour de Romandia – Mark Cavendish
24. Etapa 4 del Giro d'Itàlia – Mark Cavendish
25. Etapa 13 del Giro d'Itàlia – Mark Cavendish
26. Etapa 17 del Giro d'Itàlia – André Greipel
27. Etapa 1 de la Volta a Baviera – Gerald Ciolek
28. Etapa 3 de la Volta a Baviera – Gerald Ciolek
29. Etapa 20 del Giro d'Itàlia – Marco Pinotti
30. Etapa 2 del Critèrium del Dauphiné Libéré – George Hincapie